# Thomas Curtis
Thomas Pelham Curtis (San Francisco, 9 de janeiro de 1873 - Nahant, 23 de maio de 1944) foi um atleta norte-americano, vencedor dos 110 metros com barreiras nos primeiros Jogos Olímpicos de Atenas, em 1896.
Estudante de engenharia elétrica no Instituto de Tecnologia de Massachusetts (MIT), 'Tom' viajou até Atenas como atleta da Boston Athletic Association, associação depois criadora da Maratona de Boston, que organiza até hoje. A equipe, que junto com alunos da Universidade de Princeton resolveu participar dos Jogos na última hora, embarcando num navio para a Grécia menos de duas semanas antes do início dos Jogos, treinava no convés traseiro do navio para as provas.
Ele primeiro participou dos 100 m rasos, no primeiro dia dos Jogos, alcançando um lugar na final da prova, mas preferiu desistir de disputá-la para se concentrar em sua modalidade principal e na qual tinha mais chances de uma medalha. Tom venceu então os 110m com barreiras, disputada lado a lado com Grantley Goulding, da Grã-Bretanha, atirando-se sonbre a linha de chegada, depois de passarem juntos todas as barreiras. Os juízes lhe deram a vitória por 5 cm, apesar dos dois atletas terem marcado o mesmo tempo, 17s6.
Fotógrafo amador entusiasmado, ele fez diversas fotografias de Atenas e dos I Jogos Olímpicos durante sua permanência na cidade, que depois seriam usadas em livros históricos. Serviu como capitão na Guarda Nacional de Massachusetts e foi adido militar do futuro Presidente dos Estados Unidos, Calvin Coolidge, - na época governador do estado -  durante a I Guerra Mundial. Como engenheiro, foi um dos criadores da torradeira elétrica.